# Lista dos lançamentos de teste do V-2

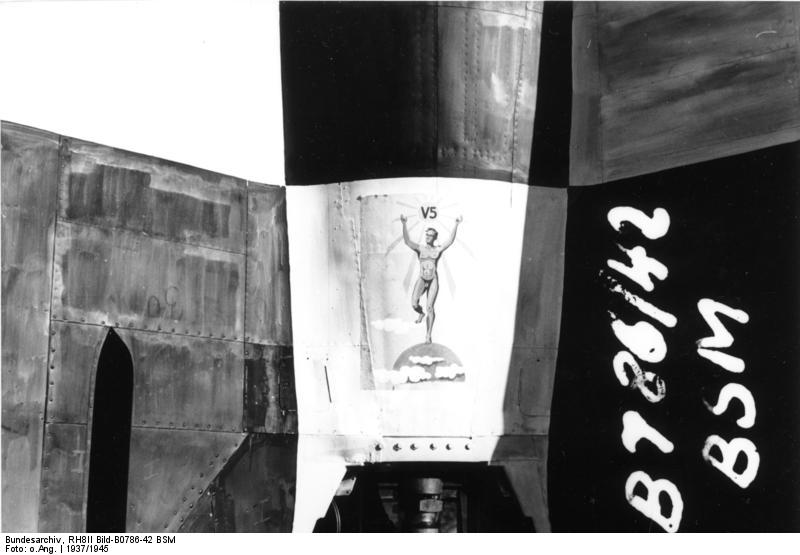
Identificação do Versuchsmuster 5 (Teste/Experimental Tipo 5)

A Lista dos lançamentos de teste do V-2 identifica lançamentos do míssil A4 (renomeado para V-2 em 1944), durante a Segunda Guerra Mundial. Lançamentos de teste foram efetuados a partir do Estande de Teste VII em Peenemünde, Blizna e da Floresta Tuchola usando foguetes experimentais e de produção fabricados em Peenemünde e em Mittelwerk. Lançamentos no pós-guerra foram executados a partir de: Cuxhaven, White Sands, Cabo Canaveral, Kapustin Yar, e do USS Midway durante a Operação Sandy.
Plataformas de lançamento:
- P-VI = Test Stand VI (Prüfstand VI)
- P-VII = Estande de Teste VII (Prüfstand VII)
- P-X = Estande de Teste X (Prüfstand X)
- P-XII = Estande de Teste XII (Prüfstand XII)
- Oie = Greifswalder Oie, uma pequena ilha usada para lançamentos verticais
- Karlshagen = área de escombros de Karlshagen depois de um bombardeio em 17 de Agosto de 1943
- Rail = Lançamentos de um trem

## Lançamentos de Peenemünde e Greifswalder Oie
| Número do foguete | Data               | Tempo de queima (s) | Alcance (km) | Plataforma | Comentários |
| ----------------- | ------------------ | ------------------- | ------------ | ---------- | --- |
| 1942              |                    |                     |              |            | |
| V-1               | 18 Março,:160 1942 | -                   | 0            | Tower      | O primeiro teste em voo do A-4 ("Lançamento Aggregate 1") foi realizado em 25 de Fevereiro de 1942, mas o foguete se desgarrou de sua plataforma de lançamento, depois de abastecido no Estande de Teste VII, caiu 2 metros distante, quebrou três das aletas, e ficou apoiado na borda da tubeira da câmara de combustão. Depois de ter sido reparado e renomeado para Versuchsmuster 1 (V1: Tipo Experimental 1), o foguete falhou durante um teste de disparo (testemunhado por Albert Speer) e foi descartado sem qualquer tentativa de lançamento. |
| V-2               | 13 Junho 1942      | 36                  | 1.3          | P-VII      | Depois de ser fotografado por um Supermarine Spitfire britânico em 15 de Maio, o segundo modelo de testes de voo foi danificado durante o seu quarto teste estático em 20 de Maio, e logo depois do lançamento (testemunhado por Speer, Erhard Milch, Fromm, Leeb, Witzell), um defeito no girocópio de controle de rolagem ocorreu. Depois que o míssil se tornou supersônico, o sistema de alimentação de propelente falhou, a telemetria cessou depois de 54 seg (a 4,5 km), caindo no mar Báltico a menos de um km de distância e explodiu.         |
| V-3               | 16 Agosto 1942     | 45                  | 8.7          | P-VII      | A ogiva se partiu |
| V-4               | 3 Outubro 1942     | 58                  | 190          | P-VII      | Apesar de um voo muito vertical devido a um erro no sistema de controle de atitude, foi um sucesso. Atingiu cerca de 85 a 90 km de altitude, tornando-se o primeiro foguete a atingir o "limite do espaço exterior" (conforme era admitido na época). Embora não de acordo com a definição moderna da FAI de 100 km de altitude, tanto a linha física de Kármán quanto as definições jurisdicionais da FAI foram feitas muito mais tarde. |
| V-5               | 21 Outubro 1942    | 84                  | 147          | P-VII      | Falha no gerador de vapor |
| V-6               | 9 Novembro 1942    | 54                  | 14           | P-VII      | Apogeu de 67 km |
| V-7               | 28 Novembro 1942   | 37                  | 8.6          | P-VII      | Tombou e perdeu as aletas |
| V-9               | 9 Dezembro 1942    | 4                   | 0.1          | P-VII      | O peróxido de hidrogênio explodiu |
| 1943              |                    |                     |              |            | |
| V-10              | 7 Janeiro 1943     | -                   | 0            | P-VII      | Explosão na ignição |
| V-11              | 25 Janeiro 1943    | 64.5                | 105          | P-VII      | Muito vertical, entrou em rotação |
| V-12              | 17 Fevereiro 1943  | 61                  | 196          | P-VII      | Muito horizontal |
| V-13              | 19 Fevereiro 1943  | 18                  | 4.8          | P-VII      | Incêndio na cauda |
| V-16              | 3 Março 1943       | 33                  | 1.0          | P-VII      | Explosão em voo |
| V-18              | 18 Março 1943      | 60                  | 133          | P-VII      | Muito vertical, entrou em rotação |
| V-19              | 25 Março 1943      | 28                  | 1.2          | P-VII      | Tombou e explodiu |
| V-20              | 14 Abril 1943      | 66                  | 287          | P-VII      | Caiu em terra |
| V-21              | 22 Abril 1943      | 59                  | 252          | P-VII      | Caiu em terra |
| V-22              | 14 Maio 1943       | 62                  | 250          | P-VII      | Dispositivo de corte do motor falhou |
| V-26              | 26 Maio 1943       | 66.5                | 265          | P-VII      | Membros da Kommission für Fernschießen (comissão para disparo de armas de longo alcance), incluindo Albert Speer, Karl Dönitz, e Erhard Milch testemunharam dois lançamentos bem sucedidos do A-4 de Peenemünde (V26 perto do meio dia, V25 no final da tarde), seguidos de dois lançamentos da bomba voadora V-1 (ambas as V-1 caíram no oceano). |
| V-25              | 26 Maio 1943       | 40                  | 27           | P-VII      | Brennschluss (corte do motor) a 40 s |
| V-24              | 27 Maio 1943       | 55                  | 138          | P-VII      | - |
| V-23              | 1 Junho 1943       | 62                  | 235          | P-VII      | Corte prematuro do motor |
| V-29              | 11 Junho 1943      | 63.5                | 238          | P-VII      | - |
| V-31              | 16 Junho 1943      | 60.5                | 221          | P-VII      | Corte prematuro do motor |
| V-28              | 22 Junho 1943      | 62.5                | 75           | P-VII      | Explodiu depois de 75 s |
| V-30              | 24 Junho 1943      | 65.1                | 287          | P-X        | O sistema de corte do motor falhou, primeiro lançamento do Prüfstand X (Estande de Teste X) |
| V-36              | 26 Junho 1943      | 64.9                | 235          | P-VII      | - |
| V-38              | 29 Junho 1943      | 15                  | 3            | P-VII      | Caiu no aeroporto |
| V-40              | 29 Junho 1943      | 63.6                | 236          | P-VII      | Impacto não observado |
| V-33              | 1 Julho 1943       | -                   | 0            | P-VII      | Corte do motor na decolagem, explodiu |
| V-41              | 9 Julho 1943       | 4                   | 0.1          | P-VII      | Caiu no prédio das bombas hidráulicas |
| V-34              | 9 Julho 1943       | -                   | 0            | P-VII      | Corte do motor na decolagem, explodiu |
| V-54              | 12 Agosto 1943     | 64                  | ?            | P-VII      | Sucesso no lançamento |
| V-49              | 6 Outubro 1943     | 68                  | ?            | P-VII      | Sucesso no lançamento, duração 272 s; first launch after raid on 17 Agosto 1943 |
| V-71              | 15 Outubro 1943    | ?                   | ?            |            | |
| V-67              | 21 Outubro 1943    | ?                   | ?            |            | |
| V-69              | 25 Outubro 1943    | 63                  | ?            | P-VII      | Sucesso no lançamento, duração 286 s |
| V-43              | 9 Novembro 1943    | ?                   | ?            |            | |
| V-73              | 4 Dezembro 1943    | 63                  | ?            | P-VII      | Sucesso no lançamento, duração 286 s |
| V-60              | 10 Dezembro 1943   | 69                  | ?            | P-VII      | Sucesso no lançamento, duração 247 s |
| V-59              | 21 Dezembro 1943   | 33                  | ?            | P-VII      | Sucesso parcial, corte prematuro do motor, duração do voo 104 s |
| V-91              | 30 Dezembro 1943   | ?                   | ?            |            | |
| Janeiro 1944      |                    |                     |              |            | |
| V-32              | 7 Janeiro 1944     | 43                  | ?            | P-VII      | Explodiu 43 s depois do lançamento |
| V-82              | 11 Janeiro 1944    | ?                   | ?            |            | |
| V-77              | 20 Janeiro 1944    | ?                   | ?            |            | |
| V-75              | 25 Janeiro 1944    | ?                   | ?            |            | |
| MW 17003          | 27 Janeiro 1944    | ?                   | ?            | P-VII      | Primeiro teste de um foguete construído na Mittelwerk. Explodiu três segundos depois da ignição sem levantar voo: "Nós explodimos um milhão de marcos para descobrir o que poderia ser reportado de forma precisa por um instrumento ao custo aproximado de uma motocicleta." (Hartmut Kütchen, engenheiro responsável pelo Estande de Teste VII) |
| Fevereiro 1944    |                    |                     |              |            | |
| V-106             | 4 Fevereiro 1944   | ?                   | ?            |            | |
| MW 17009          | 9 Fevereiro 1944   | ?                   | ?            |            | |
| MW 17007          | 10 Fevereiro 1944  | ?                   | ?            |            | |
| MW 17010          | 11 Fevereiro 1944  | ?                   | ?            |            | |
| MW 17001          | 13 Fevereiro 1944  | ?                   | ?            |            | |
| V-98              | 15 Fevereiro 1944  | ?                   | ?            |            | |
| MW 17004          | 16 Fevereiro 1944  | ?                   | ?            | P-VII      | |
| V-85              | 17 Fevereiro 1944  | ?                   | ?            |            | |
| MW 17021          | 18 Fevereiro 1944  | ?                   | ?            |            | |
| MW 17006          | 21 Fevereiro 1944  | ?                   | ?            |            | |
| MW 17011          | 23 Fevereiro 1944  | ?                   | ?            |            | |
| MW 17015          | 23 Fevereiro 1944  | ?                   | ?            | P-VII      | |
| V-112             | 28 Fevereiro 1944  | ?                   | ?            |            | |
| Março 1944        |                    |                     |              |            | |
| V-84              | 2 Março 1944       | ?                   | ?            | P-VII      | Explodiu |
| MW 17016          | 4 Março 1944       | ?                   | ?            |            | |
| V-151             | 7 Março 1944       | ?                   | ?            |            | |
| V-126             | 7 Março 1944       | ?                   | ?            |            | |
| MW 17020          | 9 Março 1944       | ?                   | ?            | P-VII      | |
| V-116             | 10 Março 1944      | ?                   | ?            |            | |
| V-128             | 10 Março 1944      | ?                   | ?            |            | |
| V-88              | 11 Março 1944      | 59                  | ?            | P-VII      | Duração do voo 282 s |
| MW 17022          | 15 Março 1944      | ?                   | ?            |            | |
| MW 17018          | 16 Março 1944      | ?                   | ?            |            | |
| MW 17033          | 18 Março 1944      | ?                   | ?            |            | |
| V-145             | 21 Março 1944      | ?                   | ?            |            | |
| V-121             | 23 Março 1944      | ?                   | ?            |            | |
| MW 17031          | 24 Março 1944      | ?                   | ?            |            | |
| MW 17019          | 27 Março 1944      | ?                   | ?            |            | |
| V-132             | 29 Março 1944      | ?                   | ?            |            | |
| Abril 1944        |                    |                     |              |            | |
| MW 17098          | 3 Abril 1944       | ?                   | ?            | P-VII      | |
| V-86              | 5 Abril 1944       | ?                   | ?            | P-VII      | Explodiu depois de 17s |
| MW 17043          | 7 Abril 1944       | ?                   | ?            | P-VII      | |
| MW 17063          | 14 Abril 1944      | ?                   | ?            | P-VII      | |
| MW 17108          | 20 Abril 1944      | ?                   | ?            | P-X        | |
| Maio 1944         |                    |                     |              |            | |
| MW 17200          | 10 Maio 1944       | ?                   | ?            | P-X        | |
| V-152             | 12 Maio 1944       | ?                   | ?            |            | |
| MW 17320          | 14 Maio 1944       | ?                   | ?            |            | |
| V-136             | 16 Maio 1944       | 65                  | ?            | P-VII      | |
| MW 17323          | 17 Maio 1944       | ?                   | ?            |            | |
| V-144             | 22 Maio 1944       | ?                   | ?            | P-VII      | |
| MW 17312          | 23 Maio 1944       | ?                   | ?            |            | |
| V-89 MW 17309     | 24 Maio 1944       | ?                   | ?            | P-X        | Sequencia de lançamento #89: A partir do lançamento #89, medições da temperatura no topo do foguete passaram a ser usadas para diagnosticar o problema de explosão em voo. |
| V-170             | 27 Maio 1944       | ?                   | ?            | P-VII      | |
| V-146             | 31 Maio 1944       | 58                  | ?            | P-VII      | |
| Junho 1944        |                    |                     |              |            | |
| MW 17558          | 1 Junho 1944       | ?                   | ?            | P-VII      | |
| V-140             | 2 Junho 1944       | 60                  | ?            | P-VII      | |
| MW 17656          | 3 Junho 1944       | ?                   | ?            | P-VII      | |
| MW 17746          | 6 Junho 1944       | ?                   | ?            | P-VII      | |
| MW 17557          | 7 Junho 1944       | ?                   | ?            | P-X        | |
| V-171             | 8 Junho 1944       | 69                  | ?            | P-VII      | |
| MW 17747          | 8 Junho 1944       | ?                   | ?            | P-X        | |
| V-159             | 9 Junho 1944       | 11                  | ?            | P-VII      | |
| V-158             | 10 Junho 1944      | 68                  | ?            | P-VII      | |
| V-209             | 11 Junho 1944      | 61                  | ?            | P-VII      | |
| MW 17725          | 11 Junho 1944      | ?                   | ?            | Oie        | |
| V-89              | 13 Junho 1944      | ?                   | 350          |            | A "bomba Bäckebo" (Caiu na Suécia) |
| V-172             | 14 Junho 1944      | ?                   | ?            | P-VII      | |
| MW 17727          | 14 Junho 1944      | ?                   | ?            | Oie        | |
| MW 17840          | 15 Junho 1944      | ?                   | ?            | P-VII      | |
| MW 17839          | 17 Junho 1944      | ?                   | ?            | P-VII      | |
| MW 18012          | 18 Junho 1944      | ?                   | ?            | Oie        | |
| V-177             | 20 Junho 1944      | ?                   | ?            |            | |
| MW 18014          | 20 Junho 1944      | ?                   | ?            | Oie        | Apogeu de 176 km, primeiro objeto feito pelo homem a superar o limite do espaço (100 km de altitude). |
| MW 17940          | 20 Junho 1944      | ?                   | ?            | P-X        | |
| MW 18017          | 21 Junho 1944      | ?                   | ?            | Oie        | |
| MW 17939          | 21 Junho 1944      | ?                   | ?            | P-VII      | |
| V-157             | 22 Junho 1944      | ?                   | ?            |            | |
| MW 18007          | 23 Junho 1944      | ?                   | ?            | P-VII      | |
| MW 17657          | 24 Junho 1944      | ?                   | ?            | P-VII      | |
| MW 18016          | 24 Junho 1944      | ?                   | ?            | Oie        | |
| MW 18013          | 24 Junho 1944      | ?                   | ?            | Oie        | |
| MW 18008          | 26 Junho 1944      | ?                   | ?            | P-VII      | |
| MW 18015          | 26 Junho 1944      | ?                   | ?            | Oie        | |
| V-208             | 27 Junho 1944      | 59                  | ?            | P-VII      | |
| V-167             | 28 Junho 1944      | ?                   | ?            |            | |
| V-173             | 29 Junho 1944      | ?                   | ?            |            | |
| V-211             | 30 Junho 1944      | ?                   | ?            | P-X        | |
| Julho 1944        |                    |                     |              |            | |
| MW 18011          | 1 Julho 1944       | ?                   | ?            | P-X        | |
| MW 18010          | 3 Julho 1944       | ?                   | ?            | P-X        | |
| V-212             | 4 Julho 1944       | ?                   | ?            | P-X        | |
| MW 18143          | 5 Julho 1944       | ?                   | ?            | Oie        | |
| MW 18144          | 6 Julho 1944       | ?                   | ?            | Oie        | |
| V-214             | 7 Julho 1944       | ?                   | ?            | P-X        | |
| MW 18020          | 8 Julho 1944       | ?                   | ?            | Oie        | |
| V-210             | 10 Julho 1944      | 60                  | ?            | P-VII      | |
| V-160             | 14 Julho 1944      | ?                   | ?            | P-X        | |
| MW 18019          | 21 Julho 1944      | ?                   | ?            | Oie        | |
| V-178             | 29 Julho 1944      | ?                   | ?            | Oie        | |
| V-205             | 31 Julho 1944      | 67                  | 237          | P-X        | |
| Agosto 1944       |                    |                     |              |            | |
| MW 18207          | 1 Agosto 1944      | ?                   | ?            | Oie        | |
| MW 18203          | 1 Agosto 1944      | ?                   | ?            | Oie        | |
| MW 18204          | 2 Agosto 1944      | ?                   | ?            | Oie        | |
| V-202             | 3 Agosto 1944      | ?                   | ?            | P-X        | |
| V-179             | 4 Agosto 1944      | ?                   | ?            | Oie        | |
| MW 18200          | 12 Agosto 1944     | ?                   | ?            | Oie        | |
| V-181             | 13 Agosto 1944     | 50                  | 0,5          | P-XII      | Explodiu |
| V-182             | 13 Agosto 1944     | 10                  | 0.07         | P-XII      | Explodiu |
| MW 18267          | 15 Agosto 1944     | ?                   | ?            | Oie        | |
| MW 18266          | 15 Agosto 1944     | ?                   | ?            | Oie        | |
| MW 18263          | 16 Agosto 1944     | 61                  | 227          | P-VII      | |
| V-227             | 17 Agosto 1944     | ?                   | ?            |            | |
| MW 18239          | 17 Agosto 1944     | 66                  | 284          | P-X        | |
| MW 18238          | 20 Agosto 1944     | 66                  | 239          | P-X        | |
| MW 18243          | 20 Agosto 1944     | 64                  | 235          | P-VII      | |
| V-216             | 22 Agosto 1944     | 57                  | 196          | P-VII      | |
| MW 18233          | 22 Agosto 1944     | 67                  | 224          | P-X        | |
| V-226             | 23 Agosto 1944     | ?                   | ?            |            | |
| MW 18222          | 24 Agosto 1944     | 64                  | 189          | P-X        | |
| MW 18240          | 26 Agosto 1944     | 61                  | 226          | P-X        | |
| MW 18299          | 30 Agosto 1944     | ?                   | ?            | P-VI       | |
| Setembro 1944     |                    |                     |              |            | |
| V-225             | 1 Setembro 1944    | ?                   | ?            | P-X        | |
| MW 18293          | 2 Setembro 1944    | ?                   | ?            | P-VI       | |
| V-206             | 4 Setembro 1944    | ?                   | ?            | P-X        | |
| V-230             | 5 Setembro 1944    | ?                   | ?            | P-X        | |
| V-222             | 8 Setembro 1944    | ?                   | ?            | P-X        | |
| V-231             | 13 Setembro 1944   | ?                   | ?            | Oie        | |
| V-223             | 14 Setembro 1944   | ?                   | ?            | P-X        | |
| MW 18257          | 15 Setembro 1944   | ?                   | ?            | Oie        | |
| MW 18330          | 17 Setembro 1944   | ?                   | ?            | Oie        | |
| V-234             | 19 Setembro 1944   | ?                   | ?            | P-X        | |
| V-240             | 19 Setembro 1944   | ?                   | ?            | Oie        | |
| V-217             | 20 Setembro 1944   | ?                   | ?            | P-X        | |
| V-239             | 20 Setembro 1944   | ?                   | ?            | Oie        | |
| V-218             | 21 Setembro 1944   | ?                   | ?            | P-X        | |
| V-232             | 21 Setembro 1944   | ?                   | ?            | Oie        | |
| V-219             | 22 Setembro 1944   | ?                   | ?            | P-X        | |
| MW 18179          | 22 Setembro 1944   | ?                   | ?            | Oie        | |
| V-241             | 26 Setembro 1944   | ?                   | ?            | P-X        | |
| V-238             | 28 Setembro 1944   | ?                   | ?            | P-X        | |
| V-242             | 30 Setembro 1944   | ?                   | ?            | P-VII      | |
| Outubro 1944      |                    |                     |              |            | |
| MW 18786          | 1 Outubro 1944     | ?                   | ?            | Karlshagen | |
| V-235             | 3 Outubro 1944     | ?                   | ?            | P-VII      | |
| MW 18889          | 3 Outubro 1944     | ?                   | ?            | Karlshagen | |
| V-245             | 4 Outubro 1944     | ?                   | ?            | P-X        | |
| V-236             | 7 Outubro 1944     | ?                   | ?            | P-VII      | |
| MW 18787          | 7 Outubro 1944     | ?                   | ?            | Karlshagen | |
| V-248             | 9 Outubro 1944     | ?                   | ?            | P-VII      | |
| V-249             | 11 Outubro 1944    | ?                   | ?            | P-VII      | |
| MW 18781          | 12 Outubro 1944    | ?                   | ?            | Karlshagen | |
| V-237             | 12 Outubro 1944    | ?                   | ?            | P-VII      | |
| MW 18782          | 13 Outubro 1944    | ?                   | ?            | Karlshagen | |
| V-250             | 14 Outubro 1944    | ?                   | ?            | P-VII      | |
| MW 18338          | 14 Outubro 1944    | ?                   | ?            | Karlshagen | |
| V-251             | 17 Outubro 1944    | ?                   | ?            | P-VII      | |
| V-252             | 18 Outubro 1944    | ?                   | ?            | P-VII      | |
| V-246             | 19 Outubro 1944    | ?                   | ?            | P-VII      | |
| V-256             | 23 Outubro 1944    | ?                   | ?            | P-VII      | |
| V-247             | 24 Outubro 1944    | ?                   | ?            | P-X        | |
| V-258             | 24 Outubro 1944    | ?                   | ?            | P-VII      | |
| V-257             | 25 Outubro 1944    | ?                   | ?            | P-VII      | |
| V-259             | 30 Outubro 1944    | ?                   | ?            | P-VII      | Hermann Göring testemunhou o lançamento: "Isso é incrível! Nós deveríamos ter isso no primeiro Encontro nacional do partido depois da guerra!" |
| V-260             | 30 Outubro 1944    | ?                   | ?            | P-VI       | Hermann Göring durante o lançamento: "Por que o nosso colega Walter Dornberger faz isso tudo tão bem e você (Dr. Kramer, desenvolvedor do Ruhrstahl), não consegue? Deixe que ele lhe mostre como deve ser feito." |
| Novembro 1944     |                    |                     |              |            | |
| V-253             | 1 Novembro 1944    | ?                   | ?            | P-VII      | |
| V-220             | 3 Novembro 1944    | ?                   | ?            | P-VII      | |
| V-262             | 6 Novembro 1944    | ?                   | ?            | P-VII      | |
| MW 19304          | 7 Novembro 1944    | ?                   | ?            | P-X        | |
| V-263             | 8 Novembro 1944    | ?                   | ?            | P-VII      | |
| V-261             | 9 Novembro 1944    | ?                   | ?            | P-VII      | |
| V-264             | 9 Novembro 1944    | ?                   | ?            | P-X        | |
| V-266             | 13 Novembro 1944   | ?                   | ?            | P-VII      | |
| V-265             | 15 Novembro 1944   | ?                   | ?            | P-VII      | |
| V-267             | 17 Novembro 1944   | ?                   | ?            | P-VII      | |
| V-221             | 20 Novembro 1944   | ?                   | ?            |            | |
| V-268             | 22 Novembro 1944   | ?                   | ?            | P-VII      | |
| MW 19862          | 23 Novembro 1944   | ?                   | ?            | Karlshagen | |
| MW 19866          | 23 Novembro 1944   | ?                   | ?            | Karlshagen | |
| V-271             | 24 Novembro 1944   | ?                   | ?            |            | |
| MW 19864          | 25 Novembro 1944   | ?                   | ?            | Rail       | |
| MW 19861          | 26 Novembro 1944   | ?                   | ?            | Rail       | |
| V-272             | 27 Novembro 1944   | ?                   | ?            |            | |
| V-276             | 28 Novembro 1944   | ?                   | ?            | P-X        | |
| MW 19868          | 28 Novembro 1944   | ?                   | ?            | Karlshagen | |
| MW 19873          | 29 Novembro 1944   | ?                   | ?            | Rail       | |
| MW 19305          | 30 Novembro 1944   | ?                   | ?            |            | |
| Dezembro 1944     |                    |                     |              |            | |
| V-423             | 1 Dezembro 1944    | ?                   | ?            |            | |
| V-269             | 1 Dezembro 1944    | ?                   | ?            |            | |
| MW 19302          | 1 Dezembro 1944    | ?                   | ?            | Rail       | |
| V-243             | 2 Dezembro 1944    | ?                   | ?            | P-VII      | |
| MW 19020          | 2 Dezembro 1944    | ?                   | ?            |            | |
| V-277             | 4 Dezembro 1944    | ?                   | ?            |            | |
| MW 19301          | 4 Dezembro 1944    | ?                   | ?            | Rail       | |
| V-254             | 6 Dezembro 1944    | ?                   | ?            |            | |
| MW 19874          | 7 Dezembro 1944    | ?                   | ?            | Karlshagen | |
| V-278             | 8 Dezembro 1944    | ?                   | ?            |            | |
| MW 19020          | 9 Dezembro 1944    | ?                   | ?            | P-VI       | |
| V-282             | 12 Dezembro 1944   | ?                   | ?            | P-VII      | |
| MW 18783          | 12 Dezembro 1944   | ?                   | ?            | Karlshagen | |
| V-283             | 14 Dezembro 1944   | ?                   | ?            | P-VII      | |
| V-288             | 16 Dezembro 1944   | ?                   | ?            | P-VII      | |
| V-289             | 19 Dezembro 1944   | ?                   | ?            | P-VII      | |
| V-291             | 22 Dezembro 1944   | ?                   | ?            | P-VII      | |
| V-290             | 28 Dezembro 1944   | ?                   | ?            | P-VII      | |
| V-286             | 30 Dezembro 1944   | ?                   | ?            |            | |
| Janeiro 1945      |                    |                     |              |            | |
| V-287             | 3 Janeiro 1945     | ?                   | ?            |            | |
| MW 20835          | 4 Janeiro 1945     | ?                   | 262          | Karlshagen | |
| MW 20826          | 6 Janeiro 1945     | ?                   | 323          | Karlshagen | |
| V-294             | 8 Janeiro 1945     | ?                   | ?            | P-VII      | |
| V-292             | 9 Janeiro 1945     | ?                   | ?            | P-VII      | |
| MW 20821          | 11 Janeiro 1945    | ?                   | 285          | Karlshagen | |
| MW 20840          | 13 Janeiro 1945    | ?                   | 314          | Karlshagen | |
| MW 20831          | 15 Janeiro 1945    | ?                   | 325          | Karlshagen | |
| MW 20348          | 15 Janeiro 1945    | ?                   | ?            | P-X        | |
| V-275             | 16 Janeiro 1945    | ?                   | ?            | P-X        | |
| V-293             | 16 Janeiro 1945    | ?                   | ?            |            | |
| MW 20850          | 16 Janeiro 1945    | ?                   | ?            | Karlshagen | |
| MW 20348          | 16 Janeiro 1945    | ?                   | ?            |            | |
| MW 20832          | 17 Janeiro 1945    | ?                   | ?            | Karlshagen | |
| V-301             | 19 Janeiro 1945    | ?                   | ?            | P-X        | |
| V-295             | 22 Janeiro 1945    | ?                   | ?            | P-VII      | |
| V-302             | 22 Janeiro 1945    | ?                   | ?            | P-X        | |
| MW 20465          | 25 Janeiro 1945    | ?                   | ?            | P-VII      | |
| MW 20829          | 25 Janeiro 1945    | ?                   | ?            | Karlshagen | |
| MW 20827          | 27 Janeiro 1945    | ?                   | ?            | Karlshagen | |
| MW 20338          | 30 Janeiro 1945    | ?                   | ?            | P-VII      | |
| V-303             | 31 Janeiro 1945    | ?                   | ?            | P-VII      | |
| Fevereiro 1945    |                    |                     |              |            | |
| V-284             | 3 Fevereiro 1945   | ?                   | ?            | P-X        | |
| V-274             | 4 Fevereiro 1945   | ?                   | ?            | P-VII      | |
| V-285             | 5 Fevereiro 1945   | ?                   | ?            | P-X        | |
| V-309             | 6 Fevereiro 1945   | ?                   | ?            | P-VII      | |
| MW 21402          | 6 Fevereiro 1945   | 47                  | ?            | Karlshagen | |
| V-296             | 7 Fevereiro 1945   | ?                   | ?            | P-VII      | |
| MW 21401          | 7 Fevereiro 1945   | ?                   | ?            | Karlshagen | |
| V-310             | 8 Fevereiro 1945   | ?                   | ?            | P-X        | |
| V-297             | 9 Fevereiro 1945   | ?                   | ?            | P-VII      | |
| V-298             | 9 Fevereiro 1945   | ?                   | ?            | P-X        | |
| V-270             | 10 Fevereiro 1945  | ?                   | ?            | P-X        | |
| V-313             | 10 Fevereiro 1945  | ?                   | ?            | P-VII      | |
| MW 21404          | 10 Fevereiro 1945  | ?                   | 380          | Karlshagen | |
| V-273             | 12 Fevereiro 1945  | ?                   | ?            | P-VII      | |
| MW 21405          | 12 Fevereiro 1945  | ?                   | ?            | Karlshagen | |
| V-299             | 13 Fevereiro 1945  | ?                   | ?            | P-X        | |
| V-314             | 13 Fevereiro 1945  | ?                   | ?            | P-VII      | |
| MW 21406          | 13 Fevereiro 1945  | ?                   | 358          | Karlshagen | |
| MW 21403          | 13 Fevereiro 1945  | ?                   | ?            | Karlshagen | |
| V-255             | 14 Fevereiro 1945  | ?                   | ?            | P-VII      | |
| MW 21407          | 16 Fevereiro 1945  | ?                   | 380          | Karlshagen | |
| MW 21399          | 18 Fevereiro 1945  | 36                  | ?            | Karlshagen | |
| MW 21408          | 19 Fevereiro 1945  | ?                   | 430          | Karlshagen | |
| MW 21400          | 20 Fevereiro 1945  | ?                   | 350          | Karlshagen | |

### Lançamentos do A4b
| Número do foguete | Data             | Local  | Alcance (km) | Comentários                                                     |
| ----------------- | ---------------- | ------ | ------------ | --------------------------------------------------------------- |
| G-1               | 27 Dezembro 1944 | Pad 10 | 0            | Falha no sistema de controle de atitude 50 metros acima do solo |
| G-2               | 13 Janeiro 1945  |        |              | Falha. Tentativa de lançamento controversa                      |
| G-3               | 24 Janeiro 1945  | Oie    |              | Sucesso no lançamento, mas uma das aletas quebrou durante o voo |

## Lançamentos de Blizna
| Número do lançamento | Número do foguete | Data              | Alcance (km) | Comentários                                                                |
| -------------------- | ----------------- | ----------------- | ------------ | -------------------------------------------------------------------------- |
| 1943                 |                   |                   |              |                                                                            |
| 1                    |                   | 5 Novembro 1943   |              |                                                                            |
| 2                    |                   | 5 Dezembro 1943   |              |                                                                            |
| 3                    | V-96              | 22 Dezembro 1943  |              |                                                                            |
| Janeiro 1944         |                   |                   |              |                                                                            |
| 4                    |                   | 5 Janeiro 1944    |              |                                                                            |
| 5                    |                   | 6 Janeiro 1944    |              | Sucesso                                                                    |
| 6                    |                   | 7 Janeiro 1944    |              | Explosão na cauda                                                          |
| 7                    |                   | 7 Janeiro 1944    |              | Sucesso                                                                    |
| 8                    |                   | 8 Janeiro 1944    |              | Falha                                                                      |
| 9                    |                   | 17 Janeiro 1944   |              |                                                                            |
| 10                   | V-107             | 18 Janeiro 1944   |              | Falha                                                                      |
| 11                   | V-105             | 29 Janeiro 1944   |              | Falha                                                                      |
| Fevereiro 1944       |                   |                   |              |                                                                            |
| 12                   |                   | 16 Fevereiro 1944 |              |                                                                            |
| 13                   |                   | 17 Fevereiro 1944 |              |                                                                            |
| 14                   |                   | 19 Fevereiro 1944 |              |                                                                            |
| 15                   | MW 17 071         | 23 Fevereiro 1944 |              | Corte prematuro                                                            |
| 16                   | MW 17 036         | 24 Fevereiro 1944 |              | Sucesso                                                                    |
| 17                   |                   | 26 Fevereiro 1944 |              |                                                                            |
| Março 1944           |                   |                   |              |                                                                            |
| 18                   |                   | 2 Março 1944      |              |                                                                            |
| 19                   |                   | 4 Março 1944      |              |                                                                            |
| 20                   |                   | 5 Março 1944      |              |                                                                            |
| 21                   |                   | 6 Março 1944      |              |                                                                            |
| 22                   | MW 17047          | 17 Março 1944     |              |                                                                            |
| 23                   |                   | 18 Março 1944     |              |                                                                            |
| 24                   |                   | 20 Março 1944     |              |                                                                            |
| 25                   |                   | 21 Março 1944     |              |                                                                            |
| 26                   |                   | 25 Março 1944     |              |                                                                            |
| 27                   |                   | 31 Março 1944     |              |                                                                            |
| Abril 1944           |                   |                   |              |                                                                            |
| 28                   |                   | 1 Abril 1944      |              |                                                                            |
| 29                   |                   | 2 Abril 1944      |              |                                                                            |
| 30                   |                   | 4 Abril 1944      |              |                                                                            |
| 31                   |                   | 6 Abril 1944      |              |                                                                            |
| 32                   |                   | 16 Abril 1944     |              |                                                                            |
| 33                   | MW 17354          | 20 Abril 1944     |              | Tentativa cancelada e efetuada em 22 de Abril de 1944 como lançamento #38  |
| 34                   | MW 17355          | 20 Abril 1944     | 257          | Explodiu no ar                                                             |
| 35                   | MW 17342          | 21 Abril 1944     | 85           | Falha                                                                      |
| 36                   | MW 17356          | 21 Abril 1944     | 157          | Explodiu no ar                                                             |
| 37                   | MW 17360          | 21 Abril 1944     | 216          | Explodiu no ar                                                             |
| 38                   | MW 17354          | 22 Abril 1944     | 261          | Explodiu no ar                                                             |
| 39                   | MW 17382          | 22 Abril 1944     | 257          | Explodiu no ar                                                             |
| 40                   | MW 17344          | 23 Abril 1944     |              | Falhou no lançamento                                                       |
| 41                   | MW 17341          | 28 Abril 1944     | 256          | Explodiu no ar                                                             |
| 42                   | MW 17349          | 28 Abril 1944     | 255          | Explodiu no ar                                                             |
| 43                   | MW 17351          | 29 Abril 1944     | 254          | Explodiu no ar                                                             |
| 44                   | MW 17378          | 29 Abril 1944     | 257          | Impacto                                                                    |
| 45                   | MW 17350          | 30 Abril 1944     | 255          | Impacto                                                                    |
| 46                   | MW 17361          | 30 Abril 1944     | 150          | Explodiu no ar                                                             |
| Maio 1944            |                   |                   |              |                                                                            |
| 47                   | MW 17359          | 1 Maio 1944       | 338          | Explodiu no ar                                                             |
| 48                   | MW 17381          | 1 Maio 1944       | 253          | Explodiu no ar                                                             |
| 49                   | MW 17388          | 1 Maio 1944       | 29           | Falha                                                                      |
| 50                   | MW 17352          | 3 Maio 1944       | 5.2          | Falha                                                                      |
| 51                   | MW 17353          | 3 Maio 1944       | 0.1          | Falhou depois da decolagem                                                 |
| 52                   | MW 17357          | 3 Maio 1944       | nil          | Falha                                                                      |
| 53                   | MW 17365          | 3 Maio 1944       |              | Falha                                                                      |
| 54                   | MW 17369          | 3 Maio 1944       | 257          | Explodiu no ar                                                             |
| 55                   | MW 17358          | 4 Maio 1944       | 250          | Explodiu no ar                                                             |
| 56                   | MW 17367          | 4 Maio 1944       |              | Falha                                                                      |
| 57                   | MW 17368          | 4 Maio 1944       |              | Falha                                                                      |
| 58                   | MW 17362          | 5 Maio 1944       |              | Falha; também falhou na tentativa de 9 de Maio de 1944                     |
| 59                   | MW 17366          | 5 Maio 1944       | 259          | Explodiu no ar                                                             |
| 60                   | MW 17385          | 5 Maio 1944       | 258          | Explodiu no ar                                                             |
| 61                   | MW 17364          | 6 Maio 1944       | 258          | Explodiu no ar                                                             |
| 62                   | MW 17386          | 6 Maio 1944       | 258          | Explodiu no ar                                                             |
| 63                   | MW 17392          | 6 Maio 1944       | 1.7          | Falha                                                                      |
| 64                   | MW 17383          | 7 Maio 1944       | 293          | Explodiu no ar                                                             |
| 65                   | MW 17387          | 7 Maio 1944       | 294.0        | Falha no sistema de controle de atitude                                    |
| 66                   | MW 17348          | 8 Maio 1944       | nil          | Falhou no lançamento                                                       |
| 67                   | MW 17333          | 9 Maio 1944       |              | Falhou                                                                     |
| 68                   | MW 17389          | 9 Maio 1944       |              | Falha                                                                      |
| 69                   | MW 17332          | 10 Maio 1944      | 259          | Impacto                                                                    |
| 70                   | MW 17384          | 10 Maio 1944      | 4.8          | Falha                                                                      |
| 71                   | MW 17327          | 11 Maio 1944      | 262          | Impacto                                                                    |
| 72                   | MW 17331          | 11 Maio 1944      | 260          | Impacto                                                                    |
| 73                   | MW 17398          | 12 Maio 1944      | 300          | Explodiu no ar                                                             |
| 74                   | MW 17 399         | 12 Maio 1944      |              | Sucesso                                                                    |
| 75                   | MW 17330          | 13 Maio 1944      | 258          | Explodiu no ar                                                             |
| 76                   | MW 17390          | 14 Maio 1944      | 161          | Impacto                                                                    |
| 77                   | MW 17334          | 15 Maio 1944      | 261          | Explodiu no ar                                                             |
| 78                   | MW 17393          | 15 Maio 1944      | 258          | Explodiu no ar                                                             |
| 79                   | MW 17401          | 17 Maio 1944      | 259          | Explodiu no ar                                                             |
| 80                   | MW 17683          | 18 Maio 1944      | 4.3          | Falha                                                                      |
| 81                   | MW 17687          | 18 Maio 1944      | 32.0         | Falha no sistema de controle de atitude                                    |
| 82                   | MW 17686          | 20 Maio 1944      |              | Falha                                                                      |
| 83                   | MW 17748          | 21 Maio 1944      | 254          | Impacto                                                                    |
| 84                   | MW 17749          | 21 Maio 1944      |              | Falha                                                                      |
| 85                   | MW 17753          | 21 Maio 1944      |              | Falha                                                                      |
| 86                   | MW 17757          | 21 Maio 1944      | 259          | Explodiu no ar                                                             |
| 87                   | MW 17760          | 21 Maio 1944      |              | Falha                                                                      |
| 88                   | MW 17764          | 21 Maio 1944      | 330          | Explodiu no ar                                                             |
| 89                   | MW 17750          | 22 Maio 1944      | 255          | Explodiu no ar                                                             |
| 90                   | MW 17762          | 22 Maio 1944      | 130          | Explodiu no ar                                                             |
| 91                   | MW 17766          | 22 Maio 1944      |              | Falha                                                                      |
| 92                   | MW 17767          | 22 Maio 1944      | 109          | Explodiu no ar                                                             |
| 93                   | MW 17751          | 23 Maio 1944      | 2            | Falha                                                                      |
| 94                   | MW 17752          | 23 Maio 1944      | 253          | Explodiu no ar                                                             |
| 95                   | MW 17754          | 23 Maio 1944      | 258          | Explodiu no ar                                                             |
| 96                   | MW 17755          | 23 Maio 1944      |              | Falhou                                                                     |
| 97                   | MW 17758          | 23 Maio 1944      | 255          | Explodiu no ar; foi uma nova tentativa do lançamento de 21 de Maio de 1944 |
| 98                   | MW 17759          | 23 Maio 1944      | 251          | Explodiu no ar                                                             |
| 99                   | MW 17761          | 23 Maio 1944      | 263          | Explodiu no ar                                                             |
| 100                  | MW 17765          | 23 Maio 1944      | 256          | Explodiu no ar                                                             |
| 101                  | MW 17768          | 23 Maio 1944      | 337          | Explodiu no ar                                                             |
| 102                  | MW 17403          | 24 Maio 1944      | 264          | Explodiu no ar                                                             |
| 103                  | MW 17769          | 24 Maio 1944      | 252          | Impacto; (nova tentativa do lançamento de 22 de Maio)                      |
| 104                  | MW 17682          | 26 Maio 1944      | 259          | Explodiu no ar                                                             |
| 105                  | MW 17397          | 27 Maio 1944      | 178          | Explodiu no ar                                                             |
| 106                  | MW 17400          | 27 Maio 1944      | 262          | Explodiu no ar                                                             |
| 107                  | MW 17405          | 27 Maio 1944      |              | Falha                                                                      |
| 108                  | MW 17688          | 27 Maio 1944      | 86           | Explodiu no ar                                                             |
| 109                  | MW 17773          | 27 Maio 1944      | 162          | Explodiu no ar                                                             |
| 110                  | MW 17774          | 28 Maio 1944      | 244          | Explodiu no ar                                                             |
| 111                  | MW 17329          | 29 Maio 1944      | 129          | Explodiu no ar                                                             |
| 112                  | MW 17402          | 29 Maio 1944      |              | Falha                                                                      |
| 113                  | MW 17670          | 29 Maio 1944      | 257          | Impacto                                                                    |
| 114                  | MW 17770          | 29 Maio 1944      | 207          | Explodiu no ar                                                             |
| 115                  | MW 17775          | 29 Maio 1944      | 251          | Explodiu no ar                                                             |
| 116                  | MW 17782          | 29 Maio 1944      | 240          | Impacto                                                                    |
| 117                  | MW 17783          | 29 Maio 1944      | 240          | Explodiu no ar                                                             |
| 118                  | MW 17771          | 30 Maio 1944      | 254          | Impacto                                                                    |
| 119                  | MW 17784          | 30 Maio 1944      | 226          | Explodiu no ar                                                             |
| Junho 1944           |                   |                   |              |                                                                            |
| 120                  | MW 17776          | 1 Junho 1944      | 202          | Impacto                                                                    |
| 121                  | MW 17779          | 1 Junho 1944      | 153          | Impacto                                                                    |
| 122                  | MW 17780          | 1 Junho 1944      | 178.0        | Falha no sistema de controle de atitude                                    |
| 123                  | MW 17781          | 1 Junho 1944      | 45.5         | Falha no sistema de controle de atitude                                    |
| 124                  | MW 17777          | 5 Junho 1944      | 58           | Falha                                                                      |
| 125                  | MW 17772          | 6 Junho 1944      | 199          | Explodiu no ar                                                             |
| 126                  | MW 17802          | 6 Junho 1944      | 213          | Impacto                                                                    |
| 127                  | MW 17 809         | 14 Junho 1944     |              | Sucesso                                                                    |
| 128                  | MW 17 796         | 14 Junho 1944     |              | Falha                                                                      |
| 129                  | MW 17 995         | 15 Junho 1944     |              | Sucesso                                                                    |
| 130                  | MW 18022          | 16 Junho 1944     | 270          | Explodiu no ar                                                             |
| 131                  | MW 18024          | 16 Junho 1944     | 270          | Explodiu no ar                                                             |
| 132                  | MW 18025          | 16 Junho 1944     | 333          | Explodiu no ar                                                             |
| 133                  | MW 18027          | 16 Junho 1944     | 203          | Explodiu no ar                                                             |
| 134                  | MW 18028          | 16 Junho 1944     | 267          | Explodiu no ar                                                             |
| 135                  | MW 18026          | 17 Junho 1944     | 270          | Explodiu no ar                                                             |
| 136                  | MW 18029          | 17 Junho 1944     | 231          | Explodiu no ar                                                             |
| 137                  | MW 18030          | 17 Junho 1944     | 115          | Explodiu no ar                                                             |
| 138                  | MW 18031          | 17 Junho 1944     | 270          | Explodiu no ar                                                             |
| 139                  | MW 18032          | 17 Junho 1944     | 268          | Explodiu no ar                                                             |
| 140                  | MW 18035          | 17 Junho 1944     | 133          | Impacto                                                                    |
| 141                  | MW 18037          | 17 Junho 1944     | 13           | Falha                                                                      |
| 142                  | MW 18038          | 17 Junho 1944     | 132          | Explodiu no ar                                                             |
| 143                  | MW 18042          | 17 Junho 1944     | 262          | Explodiu no ar                                                             |
| 144                  | MW 18033          | 18 Junho 1944     | 258          | Impacto                                                                    |
| 145                  | MW 18039          | 18 Junho 1944     | 296          | Explodiu no ar                                                             |
| 146                  | MW 18047          | 18 Junho 1944     | 276          | Impacto                                                                    |
| 147                  | MW 18048          | 18 Junho 1944     | 269          | Explodiu no ar                                                             |
| 148                  | MW 18050          | 18 Junho 1944     | 269          | Explodiu no ar                                                             |
| 149                  | MW 18051          | 18 Junho 1944     |              | Falhou                                                                     |
| 150                  | MW 18056          | 18 Junho 1944     | 270          | Explodiu no ar                                                             |
| 151                  | MW 18058          | 18 Junho 1944     | 334          | Explodiu no ar                                                             |
| 152                  | MW 18059          | 18 Junho 1944     |              | Falhou                                                                     |
| 153                  | MW 18060          | 18 Junho 1944     | 224          | Explodiu no ar                                                             |
| 154                  | MW 18061          | 18 Junho 1944     | 262          | Explodiu no ar                                                             |
| 155                  | MW 18 041         | 18 Junho 1944     |              |                                                                            |
| 156                  | MW 18040          | 19 Junho 1944     | 136          | Explodiu no ar                                                             |
| 157                  | MW 18043          | 19 Junho 1944     |              | Falhou                                                                     |
| 158                  | MW 18044          | 19 Junho 1944     | 303          | Explodiu no ar                                                             |
| 159                  | MW 18046          | 20 Junho 1944     | 5            | Falhou                                                                     |
| 160                  | MW 18049          | 20 Junho 1944     |              | Falhou                                                                     |
| 161                  | MW 18062          | 20 Junho 1944     |              | Falhou on lift-off                                                         |
| 162                  | MW 18064          | 20 Junho 1944     | 226          | Explodiu no ar                                                             |
| 163                  | MW 18065          | 20 Junho 1944     | 206          | Explodiu no ar                                                             |
| 164                  | MW 18066          | 20 Junho 1944     | 204          | Explodiu no ar                                                             |
| 165                  | MW 18067          | 20 Junho 1944     | 308          | Explodiu no ar                                                             |
| 166                  | MW 18068          | 20 Junho 1944     | 253          | Explodiu no ar                                                             |
| 167                  | MW 18069          | 20 Junho 1944     | 272          | Explodiu no ar                                                             |
| 168                  | MW 18070          | 20 Junho 1944     | 283          | Explodiu no ar                                                             |
| 169                  | MW 18073          | 20 Junho 1944     | 270          | Explodiu no ar                                                             |
| 170                  | MW 18079          | 20 Junho 1944     | 214          | Explodiu no ar                                                             |
| 171                  | MW 18080          | 20 Junho 1944     | 287          | Explodiu no ar                                                             |
| 172                  | MW 18052          | 21 Junho 1944     | 300          | Explodiu no ar                                                             |
| 173                  | MW 18057          | 21 Junho 1944     |              | Falhou                                                                     |
| 174                  | MW 18093          | 21 Junho 1944     |              | Falhou                                                                     |
| 175                  | MW 18053          | 22 Junho 1944     | 209          | Explodiu no ar                                                             |
| 176                  | MW 18054          | 22 Junho 1944     | 219          | Explodiu no ar                                                             |
| 177                  | MW 18091          | 22 Junho 1944     |              | Falhou                                                                     |
| 178                  | MW 18092          | 22 Junho 1944     | 278          | Explodiu no ar                                                             |
| 179                  | MW 18094          | 22 Junho 1944     | 242          | Explodiu no ar                                                             |
| 180                  | MW 18103          | 22 Junho 1944     | 217          | Explodiu no ar                                                             |
| 181                  | MW 18072          | 24 Junho 1944     |              | Falhou                                                                     |
| 182                  | MW 18087          | 24 Junho 1944     | 155          | Impacto                                                                    |
| 183                  | MW 18097          | 24 Junho 1944     | 211          | Impacto                                                                    |
| 184                  | MW 18098          | 24 Junho 1944     | 119          | Impacto                                                                    |
| 185                  | MW 18085          | 25 Junho 1944     | 243          | Explodiu no ar                                                             |
| 186                  | MW 18086          | 25 Junho 1944     | 249          | Explodiu no ar                                                             |
| 187                  | MW 18096          | 26 Junho 1944     | 289          | Explodiu no ar                                                             |
| 188                  | MW 18099          | 26 Junho 1944     | 285          | Explodiu no ar                                                             |
| 189                  | MW 18113          | 26 Junho 1944     | 261          | Impacto                                                                    |
| 190                  | MW 18114          | 26 Junho 1944     | 266          | Impacto                                                                    |
| 191                  | MW 18116          | 26 Junho 1944     | 282          | Impacto                                                                    |
| 192                  | MW 18115          | 27 Junho 1944     |              | Falhou                                                                     |
| 193                  |                   | 27 Junho 1944     | 269          | Explodiu no ar                                                             |
| 194                  | MW 18123          | 27 Junho 1944     |              | Explodiu on pad                                                            |
| 195                  | MW 18124          | 27 Junho 1944     |              | Impacto                                                                    |
| 196                  | MW 18125          | 27 Junho 1944     | 161          | Explodiu no ar                                                             |
| 197                  | MW 18126          | 27 Junho 1944     | 251          | Impacto                                                                    |
| 198                  | MW 18112          | 28 Junho 1944     | 295          | Impacto                                                                    |
| 199                  | MW 18117          | 28 Junho 1944     | 266          | Impacto                                                                    |
| 200                  | MW 18118          | 28 Junho 1944     | 32.5         | Falhou                                                                     |
| 201                  | MW 18121          | 28 Junho 1944     | 274          | Explodiu no ar                                                             |
| 202                  | MW 18122          | 28 Junho 1944     | 221          | Explodiu no ar                                                             |
| 203                  | MW 18 089         | 30 Junho 1944     |              | Sucesso                                                                    |
| 204                  | MW 18 108         | 30 Junho 1944     |              | Sucesso                                                                    |

## Lançamentos da floresta de Tuchola
| Número do lançamento | Número atual | Destino           | Data             | Alcance (km) | Comentários                                                                    |
| -------------------- | ------------ | ----------------- | ---------------- | ------------ | ------------------------------------------------------------------------------ |
| Setembro 1944        |              |                   |                  |              |                                                                                |
| 1                    | 127          | MW 18757          | 10 Setembro 1944 |              | Abandonada                                                                     |
| 2                    | 128          | MW 18769          | 12 Setembro 1944 | 221          |                                                                                |
| 3                    | 129          | MW 18767          | 13 Setembro 1944 |              | Falhou na plataforma de lançamento                                             |
| 4                    | 130          | MW 18761          | 13 Setembro 1944 | 178          |                                                                                |
| 5                    | 131          | MW 18765          | 13 Setembro 1944 | 220          |                                                                                |
| 6                    | 132          | MW 18745          | 14 Setembro 1944 | 218          |                                                                                |
| 7                    | 133          | MW 18758          | 14 Setembro 1944 | 210          |                                                                                |
| 8                    | 134          | MW 18751          | 14 Setembro 1944 |              | Falhou na plataforma de lançamento. Retornou à HAP                             |
| 9                    | 135          | MW 18756          | 15 Setembro 1944 | 4            | Sistema de navegação falhou depois da decolagem                                |
| 10                   | 136          | MW 18763          | 15 Setembro 1944 | 12           | Explosão no sistema de propulsão                                               |
| 11                   | 137          | MW 18746          | 16 Setembro 1944 | 217          |                                                                                |
| 12                   | 138          | MW 18750          | 16 Setembro 1944 | 193          | Explodiu no ar                                                                 |
| 13                   | 139          | MW 18752          | 17 Setembro 1944 | 168          | Explodiu no ar                                                                 |
| 14                   | 140          | MW 18754          | 17 Setembro 1944 | 164          | Explodiu no ar                                                                 |
| 15                   | 141          | MW 18755          | 18 Setembro 1944 | 165          | Impacto                                                                        |
| 16                   | 142          | MW 18747          | 18 Setembro 1944 | 171          | Impacto                                                                        |
| 17                   | 143          | MW 18766          | 18 Setembro 1944 | 166          | Explodiu no ar                                                                 |
| 18                   | 144          | MW 18762          | 18 Setembro 1944 | 141          | Impacto                                                                        |
| 19                   | 145          | MW 18753          | 19 Setembro 1944 | 199          | Explodiu no ar                                                                 |
| 20                   | 146          | MW 18764          | 19 Setembro 1944 | 162          | Explodiu no ar                                                                 |
| 21                   | 147          | MW 18822          | 21 Setembro 1944 | 160          | Impacto                                                                        |
| 22                   | 148          | MW 18824          | 21 Setembro 1944 | 173          | Impacto                                                                        |
| 23                   | 149          | MW 18825          | 22 Setembro 1944 | 143          | Impacto                                                                        |
| 24                   | 150          | MW 18826          | 22 Setembro 1944 | 177          | Impacto                                                                        |
| 25                   | 151          | MW 18823          | 23 Setembro 1944 | 42           | Early Impacto                                                                  |
| 26                   | 152          | MW 18821          | 23 Setembro 1944 | 151          | Impacto                                                                        |
| 27                   | 153          | MW 18831          | 23 Setembro 1944 | 242          | Impacto                                                                        |
| 28                   | 154          | MW 18827          | 24 Setembro 1944 | 141          | Impacto                                                                        |
| 29                   | 155          | MW 18820          | 24 Setembro 1944 |              | Abortado. Retornou à HAP.                                                      |
| 30                   | 157          | MW 18806          | 25 Setembro 1944 | 168          | Explodiu no ar                                                                 |
| 31                   | 158          | MW 18807          | 25 Setembro 1944 | 143          | Explodiu no ar                                                                 |
| 32                   | 159          | MW 18808          | 25 Setembro 1944 | 164          | Explodiu no ar                                                                 |
| 33                   | 160          | MW 18815          | 25 Setembro 1944 | 164          | Impacto                                                                        |
| 34                   | 161          | MW 18803          | 25 Setembro 1944 | 162          | Explodiu no ar                                                                 |
| 35                   | 162          | MW 18801          | 26 Setembro 1944 | 171          | Explodiu no ar                                                                 |
| 36                   | 163          | MW 18804          | 26 Setembro 1944 | 165          | Impacto                                                                        |
| 37                   | 164          | MW 18805          | 26 Setembro 1944 | 166          | Explodiu no ar                                                                 |
| 38                   | 165          | MW 18802          | 26 Setembro 1944 | 162          | Explodiu no ar                                                                 |
| 39                   | 166          | MW 18803          | 26 Setembro 1944 |              | Abandonada; aleta danificada. Nova tentativa realizada em 5 de Outubro de 1944 |
| 40                   | 167          | MW 18770          | 26 Setembro 1944 | 92           | Explodiu no ar                                                                 |
| 41                   | 156          | MW 18837          | 27 Setembro 1944 | 138          | Explodiu no ar                                                                 |
| 42                   | 168          | MW 18771          | 27 Setembro 1944 | 160          | Explodiu no ar                                                                 |
| 43                   | 169          | MW 18774          | 30 Setembro 1944 | 170          | Explodiu no ar                                                                 |
| 44                   | 170          | MW 18788          | 30 Setembro 1944 | 167          | Impacto                                                                        |
| 45                   | 171          | MW 18794          | 30 Setembro 1944 | 179          | Impacto                                                                        |
| Outubro 1944         |              |                   |                  |              |                                                                                |
| 46                   | 172          | MW 18777          | 1 Outubro 1944   | 166          |                                                                                |
| 47                   | 173          | MW 18772          | 1 Outubro 1944   | 170          |                                                                                |
| 48                   | 174          | MW 18773          | 1 Outubro 1944   | 173          |                                                                                |
| 49                   | 175          | MW 18778          | 2 Outubro 1944   | 132          |                                                                                |
| 50                   | 176          | MW 18776          | 2 Outubro 1944   | 170          |                                                                                |
| 51                   | 177          | MW 18796          | 2 Outubro 1944   | 247          | Explodiu no ar                                                                 |
| 52                   | 178          | MW 18795          | 2 Outubro 1944   | 236          | Explodiu no ar                                                                 |
| 53                   | 179          | MW 18799          | 5 Outubro 1944   | 229          | Explodiu no ar                                                                 |
| 54                   | 180          | MW 18798          | 5 Outubro 1944   | 230          | Explodiu no ar                                                                 |
| 55                   | 181          | MW 18792          | 5 Outubro 1944   | 225          | Impacto                                                                        |
| 56                   | 182          | MW 18797          | 5 Outubro 1944   | 252          | Explodiu no ar                                                                 |
| 57                   | 183          | MW 18803          | 5 Outubro 1944   | 228          | Impacto                                                                        |
| 58                   | 184          | MW 18791          | 5 Outubro 1944   | 233          | Impacto                                                                        |
| 59                   | 185          | MW 18790          | 5 Outubro 1944   | 183          | Explodiu no ar                                                                 |
| 60                   | 187          | MW 19041          | 6 Outubro 1944   | 222          |                                                                                |
| 61                   | 188          | MW 19048          | 6 Outubro 1944   | 225          |                                                                                |
| 62                   | 189          | MW 19045          | 9 Outubro 1944   | 213          |                                                                                |
| 63                   | 190          | MW 19047          | 9 Outubro 1944   | 210          |                                                                                |
| 64                   | 191          | MW 19039          | 9 Outubro 1944   | 205          | Impacto                                                                        |
| 65                   | 192          | MW 19043          | 9 Outubro 1944   | 7            | Falhou depois do lançamento                                                    |
| 66                   | 193          | MW 19042          | 9 Outubro 1944   | 219          |                                                                                |
| 67                   | 194          | MW 19046          | 10 Outubro 1944  | 220          |                                                                                |
| 68                   | 195          | MW 19040          | 10 Outubro 1944  | 224          | Explodiu no ar                                                                 |
| 69                   | 196          | MW 19044          | 10 Outubro 1944  | 209          |                                                                                |
| 70                   | 197          | MW 18810          | 10 Outubro 1944  | 239          | Explodiu no ar                                                                 |
| 71                   | 198          | MW 18813          | 10 Outubro 1944  | 209          | Impacto                                                                        |
| 72                   | 199          | MW 18809          | 10 Outubro 1944  | 200          |                                                                                |
| 73                   | 200          | MW 18811          | 11 Outubro 1944  | 272          | Impacto                                                                        |
| 74                   | 201          | MW 18816          | 11 Outubro 1944  | 217          | Explodiu no ar                                                                 |
| 75                   | 202          | MW 18814          | 11 Outubro 1944  | 216          | Impacto                                                                        |
| 76                   | 203          | MW 18818          | 11 Outubro 1944  | 220          | Explodiu no ar                                                                 |
| 77                   | 204          | MW 18812          | 14 Outubro 1944  | 245          | Impacto                                                                        |
| 78                   | 205          | MW 18819          | 14 Outubro 1944  | 44           | Avariada no lançamento                                                         |
| 79                   | 206          | MW 18817          | 14 Outubro 1944  | 245          | Impacto                                                                        |
| 80                   | 207          | MW 19487          | 28 Outubro 1944  | 223          |                                                                                |
| 81                   | 208          | MW 19486          | 29 Outubro 1944  | 224          |                                                                                |
| 82                   | 209          | MW 19484          | 30 Outubro 1944  | 217          |                                                                                |
| 83                   | 210          | MW 19498          | 30 Outubro 1944  | 223          |                                                                                |
| 84                   | 211          | MW 19488          | 31 Outubro 1944  | 223          |                                                                                |
| 85                   | 212          | MW 19491          | 31 Outubro 1944  | 223          |                                                                                |
| 86                   | 213          | MW 19489          | 31 Outubro 1944  | 231          |                                                                                |
| Novembro 1944        |              |                   |                  |              |                                                                                |
| 87                   | 214          | MW 19504          | 1 Novembro 1944  | 2            |                                                                                |
| 88                   | 215          | MW 19490          | 1 Novembro 1944  | 221          |                                                                                |
| 89                   | 216          | Ma241             | 1 Novembro 1944  |              | Falhou na plataforma de lançamento                                             |
| 90                   | 217          | MW 19492          | 2 Novembro 1944  | 223          | Impacto                                                                        |
| 91                   | 218          | MW 19493          | 2 Novembro 1944  | 218          | Impacto                                                                        |
| 92                   | 219          | MW 19494          | 3 Novembro 1944  | 214          | Impacto                                                                        |
| 93                   | 220          | MW 19496          | 3 Novembro 1944  | 221          | Impacto                                                                        |
| 94                   | 221          | MW 19495          | 4 Novembro 1944  | 226          | Impacto                                                                        |
| 95                   | 222          | MW 19497          | 4 Novembro 1944  | 224          | Explodiu no ar                                                                 |
| 96                   | 223          | MW 19502          | 5 Novembro 1944  | 224          | Explodiu no ar                                                                 |
| 97                   | 224          | MW 19500          | 5 Novembro 1944  | 116          | Explodiu no ar                                                                 |
| 98                   | 225          | MW 19501          | 5 Novembro 1944  | 222          | Explodiu no ar                                                                 |
| 99                   | 226          | MW 19499          | 5 Novembro 1944  | 112          | Explodiu no ar                                                                 |
| 100                  | 227          | MW 19508          | 6 Novembro 1944  | 250          | Impacto                                                                        |
| 101                  | 228          | MW 19511          | 7 Novembro 1944  | 290          | Impacto                                                                        |
| 102                  | 229          | MW 19514          | 7 Novembro 1944  | 250          | Explodiu no ar                                                                 |
| 103                  | 230          | MW 19506          | 7 Novembro 1944  | 293          | Explodiu no ar                                                                 |
| 104                  | 231          | MW 19507          | 7 Novembro 1944  | 250          | Impacto                                                                        |
| 105                  | 232          | MW 19509          | 8 Novembro 1944  | 1            | Falhou depois do lançamento                                                    |
| 106                  | 236          | MW 19520          | 9 Novembro 1944  | 257          | Impacto                                                                        |
| 107                  |              | MW 19519          | 9 Novembro 1944  |              | Retornou à Mittelwerk                                                          |
| 108                  | 238          | MW 19516          | 10 Novembro 1944 | 248          | Explodiu no ar                                                                 |
| 109                  | 239          | MW 19518          | 10 Novembro 1944 | 35           | Impacto                                                                        |
| 110                  |              | MW 19529          | 11 Novembro 1944 |              | Retornou à Mittelwerk                                                          |
| 111                  | 235          | MW 19510          | 12 Novembro 1944 | 49           | Explodiu depois do lançamento                                                  |
| 112                  | 237          | MW 19528          | 12 Novembro 1944 | 245          | Impacto                                                                        |
| 113                  | 233          | MW 19513          | 13 Novembro 1944 | 267          | Explodiu no ar                                                                 |
| 114                  | 234          | MW 19512          | 13 Novembro 1944 | 90           | Impacto                                                                        |
| 115                  | 241          | 19525             | 14 Novembro 1944 | 250          | Impacto                                                                        |
| 116                  | 242          | MW 19517          | 14 Novembro 1944 | 250          | Impacto                                                                        |
| 117                  | 243          | MW 19549          | 15 Novembro 1944 | 197          |                                                                                |
| 118                  | 244          | MW 19548          | 15 Novembro 1944 | 196          |                                                                                |
| 119                  | 245          | MW 19544          | 18 Novembro 1944 | 76           |                                                                                |
| 120                  | 246          | MW 19547          | 19 Novembro 1944 | 159          |                                                                                |
| 121                  | 247          | MW 19545          | 19 Novembro 1944 | 168          |                                                                                |
| 122                  | 248          | MW 19553          | 20 Novembro 1944 | 183          |                                                                                |
| 123                  | 249          | MW 19550          | 20 Novembro 1944 | 194          |                                                                                |
| 124                  | 250          | MW 19552          | 20 Novembro 1944 | 189          |                                                                                |
| 125                  | 251          | MW 19551          | 21 Novembro 1944 | 113          |                                                                                |
| 126                  | 252          | MW 19546          | 21 Novembro 1944 | 168          |                                                                                |
| 127                  | 253          | MW 19829          | 21 Novembro 1944 | 233          | Impacto                                                                        |
| 128                  | 254          | MW 19843          | 22 Novembro 1944 | 229          | Explodiu no ar                                                                 |
| 129                  | 255          | MW 19830          | 22 Novembro 1944 | 190          | Impacto                                                                        |
| 130                  | 256          | MW 19832          | 22 Novembro 1944 |              | Falha no motor                                                                 |
| 131                  | 257          | MW 19862          | 23 Novembro 1944 | 385          | Sem dados retornados                                                           |
| 132                  | 258          | MW 19866          | 23 Novembro 1944 | 289          | Explodiu no ar                                                                 |
| 133                  | 260          | MW 19833          | 24 Novembro 1944 | 219          | Impacto                                                                        |
| 134                  | 261          | MW 19834          | 24 Novembro 1944 | 35           | Falha no sistema de controle de atitude                                        |
| 135                  |              | MW 19839          | 24 Novembro 1944 |              | Retornou à Mittelwerk                                                          |
| 136                  | 262          | MW 19835          | 25 Novembro 1944 | 58           | Falha no sistema de controle de atitude                                        |
| 137                  | 259          | MW 19864          | 25 Novembro 1944 | 323          | Sem dados retornados                                                           |
| 138                  | 263          | MW 19836          | 26 Novembro 1944 | 232          | Impacto                                                                        |
| 139                  |              | MW 19842          | 26 Novembro 1944 |              | Retornou à Mittelwerk                                                          |
| 140                  | 267          | MW 19861          | 26 Novembro 1944 | 0            | Explodiu on pad                                                                |
| 141                  | 264          | MW 19831          | 27 Novembro 1944 | 235          | Explodiu no ar                                                                 |
| 142                  | 265          | MW 19844          | 27 Novembro 1944 | 230          | Explodiu no ar                                                                 |
| 143                  | 266          | MW 19840          | 27 Novembro 1944 |              | Falha                                                                          |
| 144                  | 269          | MW 19827          | 28 Novembro 1944 | 231          | Explodiu no ar                                                                 |
| 145                  | 268          | MW 19868          | 28 Novembro 1944 | 279          | Sem dados retornados                                                           |
| 146                  | 270          | MW 19841          | 29 Novembro 1944 | 166          | Impacto                                                                        |
| 147                  | 271          | MW 19825          | 29 Novembro 1944 | 231          | Impacto                                                                        |
| 148                  | 274          | MW 19873          | 29 Novembro 1944 | 315          | Sem dados retornados                                                           |
| 149                  | 272          | MW 19846          | 30 Novembro 1944 | 132          | Falha                                                                          |
| 150                  | 273          | MW 19849          | 30 Novembro 1944 | 232          | Impacto                                                                        |
| 151                  |              | MW 19826          | 30 Novembro 1944 |              | Retornou à Mittelwerk                                                          |
| Dezembro 1944        |              |                   |                  |              |                                                                                |
| 152                  | 276          | MW 19848          | 1 Dezembro 1944  | 214          | Explodiu no ar                                                                 |
| 153                  | 277          | MW 19850          | 1 Dezembro 1944  | 2            | Explosão depois do lançamento                                                  |
| 154                  |              | MW 19869          | 1 Dezembro 1944  |              | Retornou à estação de campo; vazamento                                         |
| 155                  | 275          | MW 19302          | 1 Dezembro 1944  | 320          | Sem dados retornados                                                           |
| 156                  | 278          | MW 19301          | 4 Dezembro 1944  | 293          | Sem dados retornados                                                           |
| 157                  | 279          | MW 19883          | 5 Dezembro 1944  | 250          | Explodiu no ar                                                                 |
| 158                  | 280          | MW 19893          | 5 Dezembro 1944  | 246          | Impacto                                                                        |
| 159                  | 281          | MW 19905          | 5 Dezembro 1944  | 251          | Explodiu no ar                                                                 |
| 160                  | 282          | MW 19913          | 6 Dezembro 1944  | 167          | Impacto                                                                        |
| 161                  | 283          | MW 19891          | 6 Dezembro 1944  |              | Falha                                                                          |
| 162                  | 285          | MW 19874          | 7 Dezembro 1944  | 349          | Sem dados retornados                                                           |
| 163                  | 284          | MW 19901          | 7 Dezembro 1944  | 224          | Impacto                                                                        |
| 164                  | 285          | MW 19894          | 8 Dezembro 1944  | 243          | Impacto                                                                        |
| 165                  | 286          | MW 19888          | 8 Dezembro 1944  | 215          | Impacto                                                                        |
| 166                  | 290          | MW 19020          | 9 Dezembro 1944  | 347          | Sem dados retornados                                                           |
| 167                  | 287          | MW 19900          | 9 Dezembro 1944  | 270          | Impacto                                                                        |
| 168                  | 288          | MW 19895          | 9 Dezembro 1944  |              | Retornou à Mittelwerk                                                          |
| 169                  | 291          | MW 19856          | 11 Dezembro 1944 | 245          |                                                                                |
| 170                  | 292          | MW 18783          | 11 Dezembro 1944 | 284          | Sem dados retornados                                                           |
| 171                  | 293          | MW 19855          | 12 Dezembro 1944 | 0            | Explodiu above pad                                                             |
| 172                  | 294          | MW 19858          | 12 Dezembro 1944 | 243          |                                                                                |
| 173                  | 295          | MW 19854          | 12 Dezembro 1944 | 246          |                                                                                |
| 174                  |              | MW 19871          | 12 Dezembro 1944 |              | Returned to field station                                                      |
| 175                  | 296          | MW 19859          | 13 Dezembro 1944 | 244          |                                                                                |
| 176                  | 297          | MW 19870          | 13 Dezembro 1944 | 239          |                                                                                |
| 177                  | 298          | MW 19857          | 13 Dezembro 1944 | 68           | Explodiu no ar                                                                 |
| 178                  | 299          | MW 19865          | 14 Dezembro 1944 | 1            | Explodiu no ar                                                                 |
| 179                  | 300          | MW 19847          | Dezembro 1944    | 230          | Explodiu no ar                                                                 |
| 180                  | 301          | MW 19837          | 16 Dezembro 1944 | 216          | Impacto                                                                        |
| 181                  | 302          | MW 19838          | 16 Dezembro 1944 | 228          | Explodiu no ar                                                                 |
| 182                  | 303          | MW 19851          | 17 Dezembro 1944 | 128          | Falha                                                                          |
| 183                  | 305          | 19828             | 19 Dezembro 1944 | 52           | Falha                                                                          |
| 184                  | 304          | MW 19872          | 19 Dezembro 1944 | 243          |                                                                                |
| 185                  | 306          | MW 19845          | 20 Dezembro 1944 | 0            | Falha no controle na decolagem a 15 m de altura                                |
| 186                  | 307          | MW 19852          | 20 Dezembro 1944 | 81           | Falha no sistema de controle de atitude                                        |
| 187                  | 308          | MW 19853          | 20 Dezembro 1944 | 232          | Explodiu no ar                                                                 |
| 188                  |              | MW 19186          | 21 Dezembro 1944 | 229          | Impacto                                                                        |
| 189                  |              | MW 19676          | 21 Dezembro 1944 | 260          | Impacto                                                                        |
| 190                  |              | MW 19778          | 21 Dezembro 1944 | 228          | Impacto                                                                        |
| 191                  |              | MW 19886          | 23 Dezembro 1944 | 232          | Impacto                                                                        |
| 192                  |              | MW 19674          | 23 Dezembro 1944 | 222          | Impacto                                                                        |
| 193                  |              | MW 19776          | 23 Dezembro 1944 | 224          | Explodiu no ar                                                                 |
| 194                  |              | MW 19650          | 25 Dezembro 1944 | 225          | Impacto                                                                        |
| 195                  |              | MW 19681          | 25 Dezembro 1944 | 228          | Explodiu no ar                                                                 |
| 196                  | 309          | MW 20853          | 27 Dezembro 1944 | 212          |                                                                                |
| 197                  | 310          | MW 20844          | 28 Dezembro 1944 | 234          |                                                                                |
| 198                  | 311          | MW 20845          | 28 Dezembro 1944 | 229          |                                                                                |
| 199                  | 312          | MW 20848          | 28 Dezembro 1944 |              | Falhou                                                                         |
| 200                  | 313          | MW 20820          | 30 Dezembro 1944 | 230          |                                                                                |
| 201                  | 314          | MW 20816          | 30 Dezembro 1944 | 231          |                                                                                |
| 202                  | 315          | MW 20847          | 31 Dezembro 1944 | 226          |                                                                                |
| 203                  | 316          | MW 20825          | 31 Dezembro 1944 | 227          |                                                                                |
| Janeiro 1945         |              |                   |                  |              |                                                                                |
| 204                  | 317          | MW 20852          | 1 Janeiro 1945   | 34           | Falhou                                                                         |
| 205                  |              | Ma419 ( MW 20843) | 1 Janeiro 1945   |              | Tentativa abandonada - lançada em 8 de Janeiro de 1945                         |
| 206                  | 318          | MW 20815          | 2 Janeiro 1945   | 232          |                                                                                |
| 207                  | 319          | MW 20817          | 2 Janeiro 1945   | 232          |                                                                                |
| 208                  | 320          | MW 20818          | 2 Janeiro 1945   | 231          |                                                                                |
| 209                  | 321          | MW 20838          | 3 Janeiro 1945   | 229          |                                                                                |
| 210                  | 322          | MW 20841          | 3 Janeiro 1945   | 224          |                                                                                |
| 211                  | 323          | MW 20851          | 3 Janeiro 1945   | 223          |                                                                                |
| 212                  | 324          | MW 20823          | 4 Janeiro 1945   | 228          |                                                                                |
| 213                  | 325          | MW 20814          | 4 Janeiro 1945   |              | Falhou pouco depois do lançamento                                              |
| 214                  | 326          | MW 20843          | 8 Janeiro 1945   | 231          |                                                                                |
| 215                  | 327          | MW 20819          | 8 Janeiro 1945   | 234          |                                                                                |
| 215                  | 330          | MW 20705          | 10 Janeiro 1945  | 215          |                                                                                |
| 216                  | 331          | MW 20808          | 10 Janeiro 1945  | 56           | Falhou                                                                         |
| 217                  | 332          | MW 20809          | 10 Janeiro 1945  | 227          |                                                                                |
| 218                  | 334          | MW 20810          | 11 Janeiro 1945  | 226          |                                                                                |
| 219                  | 335          | MW 20807          | 11 Janeiro 1945  | 161          | Falhou                                                                         |
| 220                  | 336          | MW 20811          | 11 Janeiro 1945  | 231          |                                                                                |
| 221                  | 337          | MW 20804          | 11 Janeiro 1945  | 223          |                                                                                |
| 222                  | 338          | MW 20806          | 11 Janeiro 1945  | 226          | Explodiu no ar em grande altitude                                              |
| 223                  |              | MW 20824          | 11 Janeiro 1945  |              | Abandonada                                                                     |
| 224                  |              | MW 20812          | 11 Janeiro 1945  |              | Abandonada                                                                     |

## Lançamentos de Cuxhaven (Operação Backfire)
Sob a Operação Backfire, os britânicos recuperaram e reconstruíram um pequeno número de foguetes V-2 para disparar com finalidade de demonstração.
| Data                  | Hora  | Altitude | Alcance  | Comentários                                                        |
| --------------------- | ----- | -------- | -------- | ------------------------------------------------------------------ |
| 02 de outubro de 1945 | 14:41 | 69,4 km  | 249,4 km |                                                                    |
| 04 de outubro de 1945 | 14:16 | 17,4 km  | 24 km    | Falha do motor logo após a decolagem.                              |
| 15 de outubro de 1945 | 15:06 | 64 km    | 233 km   | A data de lançamento pode ter sido no dia anterior, 14 de Outubro. |

## Lançamentos dos Estados Unidos
O Upper Atmosphere Research Panel conduziu experimentos em voos de V-2 dos Estados Unidos.
| Número do Foguete | Data              | Local          | Plataforma | Apogeu (km) | Comentários |
| 1946              |                   |                |            |             | |
| 1                 | 15 Março 1946     | White Sands    |            | n/a         | Teste estático de um motor V-2 |
| 2                 | 16 Abril 1946     | White Sands    | Pad 33     | 5.5         | Corte do rário 19,5 s depois do lançamento, a aleta 4 falhou antes do corte                                                                        |
| 3                 | 10 Maio 1946      | White Sands    | Pad 33     | 112.6       | Voo normal |
| 4                 | 29 Maio 1946      | White Sands    | Pad 33     | 112.1       | Voo normal |
| 5                 | 13 Junho 1946     | White Sands    | Pad 33     | 117.4       | Voo normal |
| 6                 | 28 Junho 1946     | White Sands    | Pad 33     | 107.8       | Falha na separação da ogiva |
| 7                 | 9 Julho 1946      | White Sands    | Pad 33     | 134.4       | Voo normal |
| 8                 | 19 Julho 1946     | White Sands    | Pad 33     | 4.824       | Explosão na bomba de oxigênio |
| 9                 | 30 Julho 1946     | White Sands    | Pad 33     | 161.5       | Voo normal |
| 10                | 15 Agosto 1946    | White Sands    | Pad 33     | 6.4         | Corte no rádio 16,5 s depois do lançamento |
| 11                | 22 Agosto 1946    | White Sands    | Pad 33     | 0           | Falha nos controles levou ao corte do motor 6,5 s depois do lançamento                                                                             |
| 12                | 10 Outubro 1946   | White Sands    | Pad 33     | 173.8       | Voo normal |
| 13                | 24 Outubro 1946   | White Sands    | Pad 33     | 104.6       | Baixa performance do sistema de propulsão |
| 14                | 7 Novembro 1946   | White Sands    | Pad 33     | 0.32        | Falha no sistema de controle de atitude gerou um corte de emergência depois de 31 s                                                                |
| 15                | 21 Novembro 1946  | White Sands    | Pad 33     | 101.4       | Baixa performance do sistema de propulsão |
| 16                | 5 Dezembro 1946   | White Sands    | Pad 33     | 152.9       | Sistema de controle falhou em grande altitude |
| 17                | 17 Dezembro 1946  | White Sands    | Pad 33     | 183.4       | Foguete explodiu a 440s. |
| 1947              |                   |                |            |             | |
| 18                | 10 Janeiro 1947   | White Sands    | Pad 33     | 116.2       | Baixa performance levou a uma taxa de rolagem de 60 rpm.                                                                                           |
| 19                | 23 Janeiro 1947   | White Sands    | Pad 33     | 49.9        | Baixa performance levou a uma taxa de rolagem de 80 rpm.                                                                                           |
| 20                | 20 Fevereiro 1947 | White Sands    | Pad 33     | 109.4       | Blossom 1 - Propulsão degradada a 55,5 s. |
| 21                | 7 Março 1947      | White Sands    | Pad 33     | 162.5       | Voo normal |
| 22                | 1 Abril 1947      | White Sands    | Pad 33     | 129.2       | Voo normal |
| 23                | 8 Abril 1947      | White Sands    | Pad 33     | 102.2       | Voo normal |
| 24                | 17 Abril 1947     | White Sands    | Pad 33     | 142.4       | Teste bem sucedido da carga útil, um ram-jet |
| 26                | 15 Maio 1947      | White Sands    | Pad 33     | 135.2       | Explosão interna a 64,3 s. |
| H-II # 0          | 29 Maio 1947      | White Sands    | Pad 33     | 79.3        | Protótipo do Hermes II com modelo inerte do ramjet Organ. Perdeu controle depois de 4 s e caiu fora da área do campo perto de Juárez, México.      |
| 29                | 10 Julho 1947     | White Sands    | Pad 33     | 16.25       | Desviu de curso prematuro levou à interrupção aos 32 s de voo.                                                                                     |
| 30                | 29 Julho 1947     | White Sands    | Pad 33     | 160.7       | Trajetória próxima à vertical. |
| 28                | 6 Setembro 1947   | USS Midway     |            | 1.5         | Operação Sandy. O avião de carga lançou com sucesso. Explodiu a 1.524 m                                                                            |
| 27                | 9 Outubro 1947    | White Sands    | Pad 33     | 156.1       | Explosão interna a 83,5 s |
| GE-Sp             | 20 Novembro 1947  | White Sands    | Pad 33     | 26.7        | Voo de teste de tecnologia para a General Electric.                                                                                                |
| 28                | 8 Dezembro 1947   | White Sands    | Pad 33     | 104.6       | Voo estável mas ficou abaixo da altitude planejada.                                                                                                |
| 1948              |                   |                |            |             | |
| 34                | 22 Janeiro 1948   | White Sands    | Pad 33     | 159.3       | Falha na separação da carga útil. |
| 36                | 6 Fevereiro 1948  | White Sands    | Pad 33     | 111         | Manobrado com sucesso pelo controle de terra nos primeiros 40 s de voo.                                                                            |
| 39                | 19 Março 1948     | White Sands    | Pad 33     | 5.5         | Voo de pequena altitude impediu a obtenção de dados.                                                                                               |
| 25                | 2 Abril 1948      | White Sands    | Pad 33     | 144         | Falhou em três tentativas prévias no ano anterior. Performance excelente.                                                                          |
| 38                | 19 Abril 1948     | White Sands    | Pad 33     | 56          | Falha nos direcionadores levou a uma alta taxa de rolagem e ao término do voo.                                                                     |
| Bumper-1          | 13 Maio 1948      | White Sands    | Pad 33     | 127.3       | Bumper 1 corte prematuro do segundo estágio WAC Corporal.                                                                                          |
| 35                | 27 Maio 1948      | White Sands    | Pad 33     | 139.7       | Voo estável com baixa taxa de rolagem. |
| 37                | 11 Junho 1948     | White Sands    | Pad 33     | 62.3        | Blossom 2 - Corte a 57,7 s; separação da carga útil a 96 s.                                                                                        |
| 40                | 26 Julho 1948     | White Sands    | Pad 33     | 86.9        | Excesso de velocidade na turbina levou ao corte prematuro do combustível a 61 s. Uma rolagem de 2 rpm foi detectada a 70 s.                        |
| 43                | 5 Agosto 1948     | White Sands    | Pad 33     | 165.7       | Voo normal |
| Bumper-2          | 19 Agosto 1948    | White Sands    | Pad 33     | 13.4        | Bumper 2 falha no primeiro estágio devido a interrupção do fluxo de combustível.                                                                   |
| 33                | 2 Setembro 1948   | White Sands    | Pad 33     | 150.6       | Veículo se partiu a 370 s e 84 km de altitude. |
| Bumper-3          | 30 Setembro 1948  | White Sands    | Pad 33     | 150.3       | Bumper 3 falha do segundo estágio WAC Corporal. |
| Bumper-4          | 1 Novembro 1948   | White Sands    | Pad 33     | 4.8         | Bumper 4 Explosão na cauda do V-2. |
| 44                | 18 Novembro 1948  | White Sands    | Pad 33     | 145.3       | Primeiro teste dos difusores do ramjet do Hermes B 'Organ' no lugar da carga útil. Voo normal.                                                     |
| 42                | 9 Dezembro 1948   | White Sands    | Pad 33     | 108.4       | Falha nos direcionadores a 22 s causou um voo errático.                                                                                            |
| 1949              |                   |                |            |             | |
| H-II # 1          | 13 Janeiro 1949   | White Sands    | Pad 33     |             | Primeiro teste do Hermes II. |
| 45                | 28 Janeiro 1949   | White Sands    | Pad 33     | 59.9        | Performance irregular. |
| 48                | 17 Fevereiro 1949 | White Sands    | Pad 33     | 100.6       | Voo normal |
| Bumper-5          | 24 Fevereiro 1949 | White Sands    | Pad 33     | 129         | Bumper 5 Voo bem sucedido. Separação dos estágios a 32,2 km.                                                                                       |
| 41                | 21 Março 1949     | White Sands    | Pad 33     | 133.5       | Blossom 3 - Paraquedas não abriu. |
| 50                | 11 Abril 1949     | White Sands    | Pad 33     | 87.2        | Performance degradada a partir dos 43 s. |
| Bumper-6          | 21 Abril 1949     | White Sands    | Pad 33     | 49.9        | Bumper 6 Corte prematuro da V-2; o estágio WAC falhou na ignição.                                                                                  |
| 46                | 5 Maio 1949       | White Sands    | Pad 33     | 8.85        | Segundo teste de difusores so ramjet para o Hermes II 'Organ'.                                                                                     |
| 47                | 14 Junho 1949     | White Sands    | Pad 33     | 133.5       | Blossom 4 - Voo normal, porém devido a uma falha o paraquedas não abriu e a cápsula com o macaco Albert II atingiu o solo em altíssima velocidade. |
| 32                | 16 Setembro 1949  | White Sands    | Pad 33     | 4.2         | Blossom 5 - Explosão levou ao término prematuro.                                                                                                   |
| 49                | 29 Setembro 1949  | White Sands    | Pad 33     | 150.8       | Voo normal. |
| H-II # 2          | 6 Outubro 1949    | White Sands    | Pad 33     |             | Segundo teste do Hermes II. |
| 56                | 18 Novembro 1949  | White Sands    | Pad 33     | 123.9       | Voo normal. |
| 31                | 8 Dezembro 1949   | White Sands    | Pad 33     | 130.3       | Blossom 6 - Performance excelente. |
| 1950              |                   |                |            |             | |
| 53                | 17 Fevereiro 1950 | White Sands    | Pad 33     | 148.7       | Voo normal. |
| Bumper-8          | 24 Julho 1950     | Cape Canaveral | LC 3       | 16.1        | Bumper 8 Voo atmosférico de pequeno ângulo, mais de 320 km de alcance.                                                                             |
| Bumper-7          | 29 Julho 1950     | Cape Canaveral | LC 3       | 16.1        | Bumper 7 Voo atmosférico de pequeno ângulo, mais de 320 km de alcance.                                                                             |
| 51                | 31 Agosto 1950    | White Sands    | Pad 33     | 136.4       | Blossom 7- Voo normal. |
| 61                | 26 Outubro 1950   | White Sands    | Pad 33     | 8           | Explosão a 50 s em Mach 3 terminou o voo. |
| H-II # 3          | 11 Novembro 1950  | White Sands    | Pad 33     |             | Terceiro e último teste do Hermes II. |
| 1951              |                   |                |            |             | |
| 54                | 18 Janeiro 1951   | White Sands    | Pad 33     | 1.6         | Permaneceu na plataforma por 13 s então subiu vagarosamente por 38 s antes de explodir.                                                            |
| 57                | 8 Março 1951      | White Sands    | Pad 33     | 3.1         | Blossom 8 - Três explosões a 15,5; 18,5 e 19,5 s destruíram a sessão da cauda.                                                                     |
| 55                | 14 Junho 1951     | White Sands    | Pad 33     | 0           | Explodiu na plataforma no início do aumento do empuxo depois de se elevar a 15 cm.                                                                 |
| 52                | 28 Junho 1951     | White Sands    | Pad 33     | 5.8         | Blossom 9 - Explosão na cauda a 8 s então houve o sinal de corte a 22 s.                                                                           |
| TF-1              | 22 Agosto 1951    | White Sands    | Pad 33     | 213.4       | Lançamento de teste para treinamento do Exército (primeiro dos cinco lançamentos da série "Broomstick Scientists")                                 |
| 60                | 29 Outubro 1951   | White Sands    | Pad 33     | 140.9       | Lançamento de teste para treinamento do Exército. Carga útil liberada mas danificada no impacto.                                                   |
| 1952              |                   |                |            |             | |
| 59                | 20 Maio 1952      | White Sands    | Pad 33     | 103.5       | Lançamento de teste para treinamento do Exército. * Também designado como TF-2.                                                                    |
| TF-3              | 22 Agosto 1952    | White Sands    | Pad 33     | 78          | Lançamento de teste para treinamento do Exército. O empuxo decaiu depois de 53 s. Separação da cauda a 217 s.                                      |
| TF-5              | 19 Setembro 1952  | White Sands    | Pad 33     | 27          | Lançamento de teste para treinamento do Exército. Explosão na cauda a 27 s encerrando o voo.                                                       |

## Lançamentos da União Soviética
A União Soviética capturou partes de foguetes V-2 no centro de produção em Nordhausen e montou onze exemplares que foram usados para testes.
| Número do foguete | Data             | Local        | Alcance | Comentários |
| ----------------- | ---------------- | ------------ | ------- | --- |
| T-01              | 18 Outubro 1947  | Kapustin Yar | 207     | O veículo desintegrou na reentrada atmosférica.                                                                              |
| T-02              | 20 Outubro 1947  | Kapustin Yar | 231     | Desviou 181 km da rota de voo pretendida.                                                                                    |
| T-03              | 23 Outubro 1947  | Kapustin Yar | 29      | Observação do véiculo foi dificultada por núvens em baixa altitude. O veículo desintegrou, possivelmente por falha na ogiva. |
| T-04              | 28 Outubro 1947  | Kapustin Yar | 29      | Sucesso. |
| T-05              | 31 Outubro 1947  | Kapustin Yar | 2       | Começou a rolar depois do lançamento e caiu.                                                                                 |
| T-06              | 2 Novembro 1947  | Kapustin Yar | 260     | Sucesso. |
| T-07              | 2 Novembro 1947  | Kapustin Yar | 260     | Perdeu as aletas depois do lançamento.                                                                                       |
| T-08              | 4 Novembro 1947  | Kapustin Yar | 268     | Sucesso. |
| T-09              | 10 Novembro 1947 | Kapustin Yar | 24      | Falha no controle. |
| T-10              | 13 Novembro 1947 | Kapustin Yar | 270     | Se partiu na reentrada. Caiu a 180 m do alvo.                                                                                |
| T-11              | 13 Novembro 1947 | Kapustin Yar | 270     | Lançado 5 horas depois do foguete anterior e caiu a 700 m do alvo.                                                           |

Em seguida, deslocaram o equipamento para dentro das fornteiras da União Soviética e desenvolveram a sua própria cópia, o míssil R-1.